# Robert Charles Zaehner
 (octobre 2022).
Robert Charles Zaehner, né le 8 avril 1913 dans le Kent (Angleterre) et mort le 24 novembre 1974 à Oxford, est un orientaliste anglais qui fut professeur d'histoire des religions orientales et d'éthique à l'université d'Oxford. Certains de ses travaux ont été traduits en plusieurs langues.

## Biographie
Robert Charles Zaehner naît à Sevenoaks, village du Kent, dans une famille de Suisses émigrés de confession protestante. Il fréquente en tant qu'étudiant à Oxford Christ Church (1933-1937), où il se spécialise en grec, en latin, en persan et en avestique et en sort brillamment diplômé.
Pendant la Seconde Guerre mondiale, il est employé comme expert linguiste au Special Operations Executive britannique en Iran, puis à l'ambassade britannique de Téhéran (les Britanniques ayant conjointement avec les Soviétiques envahi l'Iran en 1941). Il y demeure de 1943 à 1947. C'est à cette époque qu'il se convertit au catholicisme, ce qui joue un grand rôle dans sa vie et dans ses recherches scientifiques, y compris comme professeur. À son retour d'Iran, il est employé en Grande-Bretagne par le Secret Intelligence Service de 1947 à 1949. Sa tâche est surtout de compléter la formation militaire d'Albanais anti-communistes de Malte.
Zaehner est appelé en 1950 à la chaire de persan de l'université d'Oxford. De 1951 à 1952, il est de nouveau dans le service diplomatique britannique de Téhéran, puis retourne jusqu'à la fin de sa carrière comme professeur à Oxford. Il enseigne l'histoire des religions orientales et l'éthique. Même s'il est avant tout expert dans le domaine persan, il s'intéresse aussi aux différentes religions indiennes et à l'hindouisme. Il se passionne aussi pour la question du bien et du mal, de l'irrationnel et du rationnel, toujours avec un esprit critique et en tentant de dresser des comparaisons loyales.

## Quelques publications
- (en) R.C. Zaehner, « A Zervanite Apocalypse », Bulletin of the School of Oriental and African Studies, London, SOAS, vol. 10/2,‎ 1940, p. 377–398
- (en) R.C. Zaehner, Zurvan, a Zoroastrian dilemma, Oxford, Clarendon, 1955 (ISBN 978-0-8196-0280-0)
- (en) R.C. Zaehner, The Dawn and Twilight of Zoroastrianism, New York, Putnam, 1961 (ISBN 1-84212-165-0)
- (en) R.C. Zaehner, Teachings of the Magi : Compendium of Zoroastrian Beliefs, New York, Sheldon, 1975 (ISBN 0-85969-041-5)
- (en) R.C. Zaehner, Zen, Drugs, and Mysticism, New York, Pantheon Books, 1972.
- (en) R.C. Zaehner, Our Savage God. The Perverse use of Eastern Thought, New York, Sheed & Ward, 1974.
- (en) R.C. Zaehner, The City within the Heart, New York, Crossroad Publishing, 1981.